# لورانس بال
لورانس بال (بالإنجليزية: Lawrence Ball)‏ هو ملحن وعازف بيانو بريطاني، ولد في 17 سبتمبر 1951.

## وصلات خارجية
- الموقع الرسمي
- لورانس بال على موقع ميوزك برينز (الإنجليزية)